# 巴沃里夫
49°26′23″N 25°43′19″E / 49.43972°N 25.72194°E
巴沃里夫（烏克蘭語：Баворів），是烏克蘭的村落，位於該國西部捷爾諾波爾州，由捷爾諾波爾區負責管轄，始建於1439年，面積2.2平方公里，2022年人口500，人口密度每平方公里312.7人。